# Leptogaster nitida
Leptogaster nitida är en tvåvingeart som beskrevs av Macquart 1826. Leptogaster nitida ingår i släktet Leptogaster och familjen rovflugor. Inga underarter finns listade i Catalogue of Life.